# La Tarde (Pereira)
La Tarde fue un periódico regional colombiano con sede en Pereira. De tendencia liberal, fue fundado el 9 de junio de 1975 y desapareció en junio de 2016, al fusionarse con su rival, el conservador Diario del Otún para conforma El Diario.

## Historia
El periódico fue fundado en 1975 por iniciativa de Luis José Restrepo, hijo del director de La Patria de Manizales, José Restrepo Restrepo, en compañía de Ovidio Rincón, César Augusto López Arias, Hernán Castaño Hincapié y el entonces gobernador de Risaralda, Gonzalo Vallejo, en vista de la gran cantidad de noticias que provenían de Pereira. Como su nombre lo indica, en sus primeros años, La Tarde fue un periódico vespertino (que se publicaba en horas de la tarde).
En 1982 la Familia Galvis, propietaria de Vanguardia Liberal y de accionista mayoritaria de Colprensa, compró el 50% de las acciones, para con los años alcanzar el 61% de las acciones. Durante años fue considerado el principal medio de comunicación en el departamento de Risaralda. 
En 2013 varios periodistas, incluyendo a su director Juan Guillermo Ángel, recibieron amenazas después de publicar una noticia sobre amenazas hechas al rector de la Universidad Tecnológica de Pereira, Luis Enrique Arango Jiménez, por parte de un estudiante de esa institución.
Fue exaltado por el Concejo Municipal de Pereira el 5 de noviembre de 2015, en su 40° aniversario.

## Decadencia y cierre
Tras varios meses arrojando pérdidas, en diciembre de 2015 se confirmó la venta del periódico a los hermanos Luis Carlos y Javier Ignacio Ramírez Múnera, propietarios del Diario del Otún y accionistas mayoritarios de La Crónica del Quindío. Desde hace meses antes se venía rumorando la venta del diario, que fue ofrecido en un principio tanto al Diario del Otún como al periódico La Patria de Manizales, pero este último habría prescindido de la oferta ya que no le interesaban las instalaciones del periódico liberal, infraestructura que sí le interesaba al periódico pereirano. La negociación se realizó a las espaldas de los accionistas minoritarios (Que incluían a la familia del expresidente César Gaviria) y resultó en la monopolización de la prensa escrita de la ciudad. Desde un principio, la transacción no fue bien recibida, no solo porque los medios de comunicación en la ciudad quedaban en manos de un único propietario, sino también porque La Tarde era uno de los medios más emblemáticos de la ciudad y la compra solo resultó en su definitivo cierre. Tras conocerse, los accionistas minoritarios, liderados por Gaviria, intentaron frenar la venta y realizaron una contraoferta, la cual no contó con éxito.
Ramírez justificó la compra ya que "Pereira era la única ciudad de tamaño medio con dos periódicos fuertes" y lo mejor era que "Al igual que Manizales, Bucaramanga y Ibagué la ciudad tuviera un solo periódico fuerte" y negó que quisiera eliminar a la competencia.
El 15 de febrero de 2016 se cerró de manera oficial el negocio. 
El 21 de junio de 2016 los activos pasaron oficialmente a pertenecer a los hermanos Ramírez Múnera, mientras que su última publicación circuló el 22 de junio, siendo esta una edición especial en la que se repasaban los 41 años de historia del periódico. Después de su cierre, hubo un período de dos meses en la que el medio se terminó de fusionar con el Diario del Otún, para dar inicio oficial a El Diario, que circuló por primera vez el 25 de noviembre de 2016.